# Proxima Centauri b
A Proxima Centauri b  (más néven Proxima b) egy exobolygó, ami a lakhatósági zónában kering a Proxima Centauri nevű vörös törpe körül. Ez a csillag a legközelebbi csillag a Naphoz. A Földtől 4,2 fényévre (40 trillió km) található a Kentaur csillagképben.

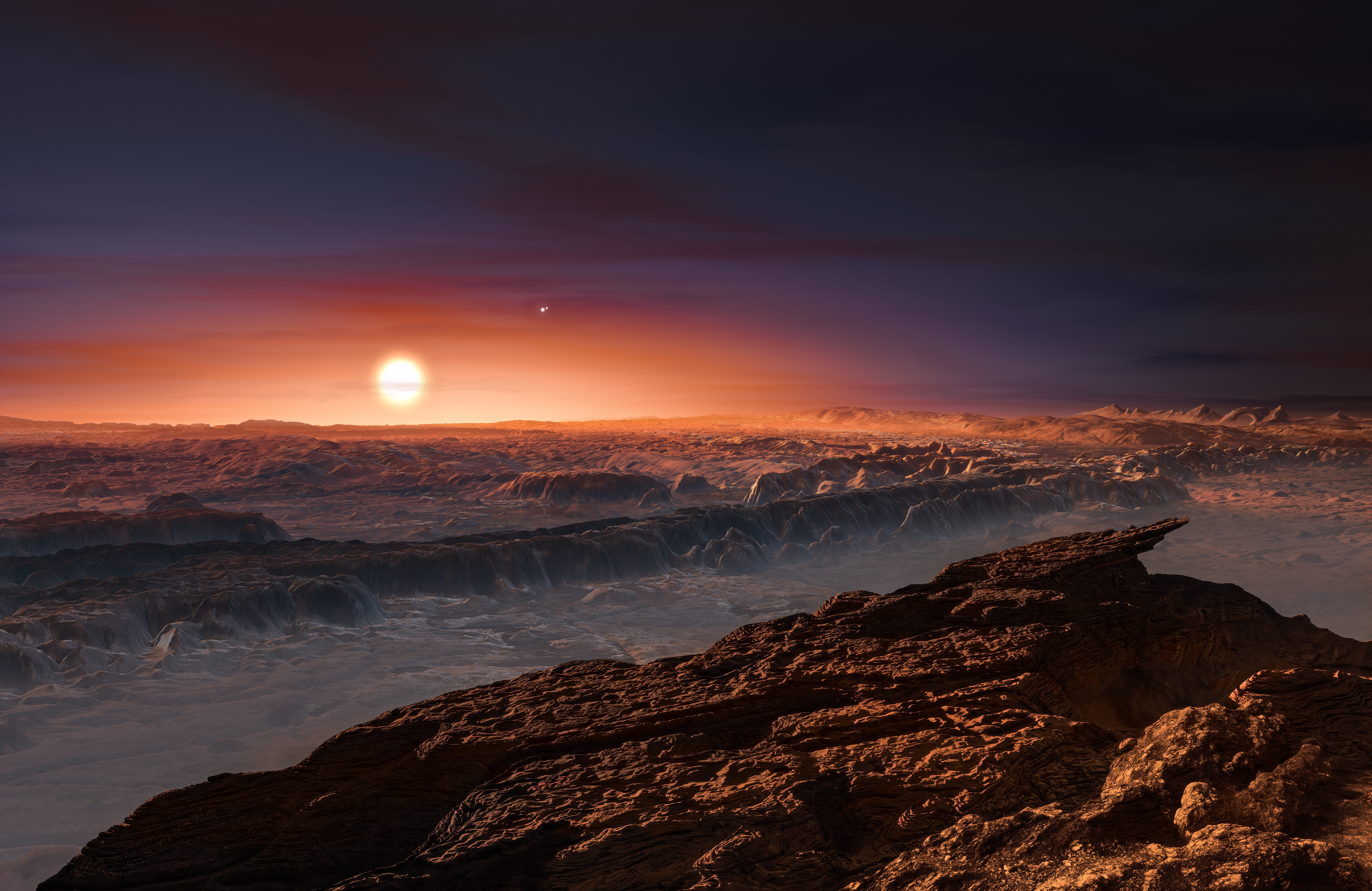
Egy művész elképzelése a bolygó tájképéről

A Proxima Centauri b a csillagától körülbelül 0,05 CsE-re (7 500 000 km) kering, és nagyjából 11,2 földi nap alatt kerüli meg. A becsült tömege legalább a Föld 1,17-szerese. A csillag közelsége miatt a röntgensugárzás mértéke 400-szor nagyobb, mint amennyi a Földön tapasztalható.
Az Európai Déli Obszervatórium 2016 augusztusában jelentette be a bolygó felfedezését.

## Fizikai jellemzők

### Tömeg, sugár és hőmérséklet
A pályájának ismert dőlése nélkül a Proxima Centauri b pontos tömege ismeretlen. Statisztikailag nagyjából 90% esély van arra, hogy a bolygó tömege kevesebb, mint 3 Földtömeg. A bolygó pontos sugara ismeretlen. Ha sziklás összetétele és sűrűsége megegyezik a Föld sűrűségével, akkor a sugara legalább 1,17-szerese a Föld sugarához képest. Mint sok szuperföld méretű bolygó, a Proxima Centauri b is jeges összetételű lehet, mint Neptunusz, vastag hidrogénréteggel a felületén. A valószínűség, hogy ez a helyzet, meghaladja a 10%-ot. A bolygó átlaghőmérséklete –39 °C.

### Csillaga
(bővebben:Proxima Centauri)
A csillag egy M típusú vörös törpe. Tömege 0,123 ± 0,006 Naptömeg, sugara 0,145 ± 0,011 Nap-sugár. Annak ellenére, hogy a Proxima Centauri a legközelebbi csillag a Naphoz, csekély fényessége miatt nem látható a Földről szabad szemmel.

## Felfedezése

A Proxima Centauri radiálissebesség-görbéje 2016 első felében. A görbe amplitúdója mindössze 5 km/h, ami egy kicsit siető ember sebességének felel. A sebesség ilyen léptékű ingadozását egy nagyjából 1,3 földtömegű, a csillagától kb. 7 millió kilométerre keringő bolygó okozza

Az exobolygó első jeleit 2013-ban találta Mikko Tuomi, a Hertfordshire-i Egyetem megfigyelési adataiból. Hogy meggyőződjön a lehetséges felfedezésről, az Európai Déli Obszervatórium elindította a Pale Red Dot projekt-et 2016 januárjában. 2016. augusztus 24-én a csapat 31 tudóssal a világ minden tájáról, Guillem Anglada-Escudé vezetésével a londoni Mary Mary Egyetemen megerősítették a Proxima Centauri b létezését, amit a Nature által megvizsgált cikkben publikáltak.

## Jövőbeli megfigyelések
A tudósok szerint a jövőben képeket készíthetünk a bolygóról, továbbá megtudhatjuk a bolygó légköri összetételét is. A James Webb űrtávcső képes lesz a légkör megvizsgálására. További jövőbeli távcsövek (Rendkívül Nagy Európai Távcső, Giant Magellan Telescope, Thirty Meter Telescope képesek lesznek pontosan jellemezni az exobolygót.

### 2069 Alpha Centauri küldetés
2017-ben a NASA bejelentette, hogy 2069-ben egy űrszondát indítanának a bolygó felé. Az űrszondának a fénysebesség 10 százalékával kell majd haladnia. (A Voyager űrszondák csak a fénysebesség 0,001 százalékára képesek.) A cél a megközelítőleg 4,2 fényévre fekvő Alfa Centauri csillagrendszer. Az Alfa Centaurihoz megérkező szondát egy helyi bolygó körül állítanák pályára. Mivel a küldetéshez szükséges technológia jelentős része jelenleg nem érhető el, a küldetés egyelőre inkább csak koncepció.

## Fordítás
- Ez a szócikk részben vagy egészben  a   Proxima Centauri b című angol Wikipédia-szócikk fordításán alapul.  Az eredeti cikk szerkesztőit annak laptörténete sorolja fel. Ez a jelzés csupán a megfogalmazás eredetét és a szerzői jogokat jelzi, nem szolgál a cikkben szereplő információk forrásmegjelöléseként.